# 서병두 (1899년)
서병두(徐炳斗, 일본식 이름:大山炳斗(오오야마 헤이토), 1899년 8월 10일~1961년 2월 9일)는 조선의 양반 계급이고 일제강점기의 정치인이다. 장남 서정철과 차남 서정학은 장군, 삼남은 서정화 내무부 장관, 사남은 서정신 법무부 차관이다.

## 학력
- 도쿄 대학 정치학 학사

## 생애
1899년 양반 신분으로 태어났다. 본관은 달성(達城)이다. 외척은 조선 왕실(現 대통령 가문)의 후손이다. 도쿄 대학에서 정치학과 학사 학위를 수여하였다. 교육자로 봉사하다 통영읍회 의원을 지냈다. 높은 지위를 지내지는 않았으나 서거정(徐居正)의 종현손이자, 선조(宣祖) 때 5도 관찰사와 3조 판서를 역임하였고 인조(仁祖) 때 판중추부사에 오른 가문의 후손으로 태어나 노비 30명을 보유했을 정도로 경제적으로 유지였다고. 1961년 통풍으로 별세.

## 가족 관계
- 밀양 박씨
  - 장남: 서정철( ~ 1959년)
  - 차남: 서정학(1923년 12월 19일 ~ 2011년 7월 10일) - 육군준장, 군수감사단 부단장, 39사단 117연대장
  - 삼남: 서정화(徐廷和, 1933년 3월 4일 ~ 2024년 3월 17일) - 세습 고위정치인
  - 사남: 서정신(徐廷信, 1940년 8월 8일 ~ 2016년 3월 14일) - 세습 고위정치인